# La Part-Dieu

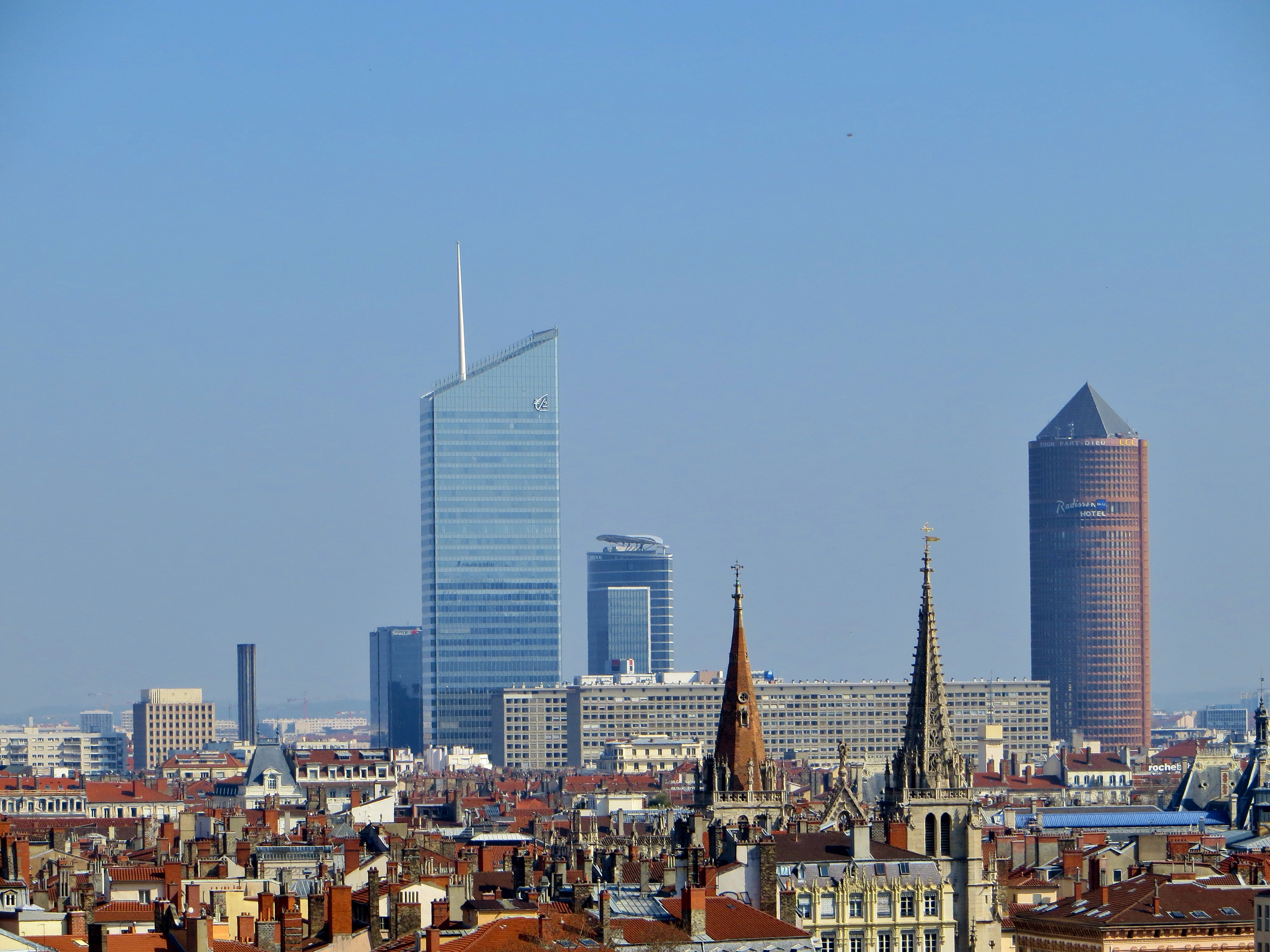
La Part-Dieu

La Part-Dieu is een zakenwijk in het 3e arrondissement van de Franse stad Lyon, die beschouwd wordt als het 'tweede centrum' van de stad, na het Presqu'île. In deze wijk zijn met name hoogbouw, hotels en kantoren te vinden. In de hoogste toren, de Crayon ('Potlood', zo genoemd vanwege de vorm), zit het hoofdkantoor van de bank Crédit Lyonnais. Verder is er het winkelcentrum La Part-Dieu, het grootste winkelcentrum van Frankrijk naar aantal winkels. In de wijk staat eveneens de overdekte gastronomische markt genaamd Halles de Lyon-Paul Bocuse. 
Station Lyon-Part-Dieu is het belangrijkste spoorwegstation van de stad. De wijk is met de rest van de stad verbonden door middel van de metro (metrostation Gare Part-Dieu - Vivier Merle aan lijn B) en tramlijn 1 van de tram van Lyon.
In de 19e en 20e eeuw stond er in deze wijk een kazernecomplex met een oppervlakte van 22 ha, de kazernes La Part-Dieu.

## Onderwijs
La Part-Dieu herbergt verschillende instellingen voor hoger onderwijs, met name de ISG- en MBway-business schools, evenals de technische scholen IPSA (luchtvaart en ruimtevaart) en Sup'Biotech (biotechnologie).